# Steven George Krantz
Steven George Krantz (São Francisco, 3 de fevereiro de 1951) é um matemático estadunidense.
De ascendência húngara, austríaca, francesa e siciliana, é professor na Universidade Washington em St. Louis. É editor chefe da Notices of the American Mathematical Society para o período (2010–2012).

## Distinções e prêmios
- Distinguished Teaching Award, UCLA Alumni Association, 1979[3]
- Prêmio Chauvenet 1992[4]
- Prêmio Beckenbach 1994[5]
- Prêmio Kemper 1994[6]
- Outstanding Academic Book Award, Current Review for Academic Libraries, 1998[7]
- Washington University Faculty Mentor Award, 2007[8]

## Publicações selecionadas
- Krantz, Steven (1980), «Holomorphic functions of bounded mean oscillation and mapping properties of the  Szegő projection.», Duke Mathematics Journal, 47: 743–761.
- Krantz, Steven; Greene, Robert (1982), «Deformations of complex structure, estimates for the Cauchy-Riemann  equations, and stability of the Bergman kernel.», Advances in Mathematics, 43: 1–86.
- Krantz, Steven; Burns, Daniel (1994), «Rigidity of holomorphic mappings and a new Schwarz lemma at the boundary.», Journal of the American Mathematical Society, 7: 661–676.
- Krantz, Steven; Kim, Kang-Tae (2008), «Complex scaling and geometric analysis of several  variables.», Bulletin of the Korean Mathematical Society, 45: 523–561.
- Function Theory of Several Complex Variables (2nd ed., American Mathematical Society, 2001, ISBN 0821827243)
- Complex Analysis:  The Geometric Viewpoint (2nd ed., Mathematical Association of America, 2004, ISBN 0883850354)
- A Primer of Real Analytic Functions (with Parks, Harold R.) (2nd ed., Birkhäuser Publishing, 2002, ISBN 0817642641)
- A Panorama of Harmonic Analysis (Mathematical Association of America, 1999, ISBN 0883850311)
- A Mathematician's Survival Guide (American Mathematical Society, 2004, ISBN 082183455X)
- An Episodic History of Mathematics:  Mathematical Culture through Problem Solving (Mathematical Association of America, 2010, ISBN 0883857669)
- How to Teach Mathematics (2nd ed., American Mathematical Society, 1999, ISBN 0821813986)